# 磁振脈衝序列
磁振脈衝序列(MR pulse sequence)出現在核磁共振相關的領域，包括了傳統的核磁共振頻譜(1952年)、磁振造影以及核磁共振量子電腦(簡稱磁振量腦)。歷史上，一開始脈衝序列是只有不同翻轉角的射頻脈衝，例如磁振頻譜研究中的自由感應衰減(FID)與自旋迴訊(spin echo)。爾後梯度磁場也被運用上，出現在磁振造影(1972年)，或較晚期的多量子同調(MQC)研究，在磁振量腦的初始態準備法中，利用多量子同調達到空間平均(spatial averaging)的方法也利用到梯度磁場。

## 基本形式
傳統上，基本的磁共振必然含有射頻電磁波的照射，以對自旋造成激發，使其所對應的磁化強度等全部或部分轉到垂直主磁場的方向(稱為橫向)而製造出時變信號，呈現為自由感應衰減。若額外利用射頻脈衝進行聚焦，則可以得到自旋迴訊。
在造影上，為了得到空間分佈，處處自旋進動頻率必須有所差異，以利用頻率轉換成空間資訊。此時，梯度磁場就會派上用場。